# Dirty Three
Dirty Three é um trio de post-rock e rock instrumental formado em 1992 pelos integrantes Warren Ellis (violino e baixo), Jim White (bateria) e Mick Turner (guitarra).

## Discografia

### Estúdio
- Dirty Three  (Scuzz Production SCUZZ001, 1993)
- Dirty Three (Torn & Frayed Torn CD6, junho 1994)
- Sad & Dangerous (Poon Village PV27, novembro 1994)
- Horse Stories (Anchor & Hope AH001CD/Touch & Go TG165CD, 10 de setembro 1996)
- Ocean Songs (Bella Union BELLACD3, 30 de março 1998)
- Whatever You Love, You Are (Bella Union BELLACD16, 6 de março 2000)
- She Has No Strings Apollo (Bella Union BELLACD44, 17 de fevereiro 2003)
- Cinder (Anchor & Hope AH008CD, 10 de outubro 2005)
- Toward the Low Sun (Anchor & Hope AH010, 24 de fevereiro 2012)

### Compilações
- Lowlands (Anchor & Hope AHX02S, março 2000)

### Ao vivo
- Live! At Meredith (Anchor & Hope, outubro 2005)